# Kamadenahalli, Kolar
Kamadenahalli là một làng thuộc tehsil Kolar, huyện Kolar, bang Karnataka, Ấn Độ.